# عادل سيساي
عادل سيساي (بالإنجليزية: Adel Sesay)‏ هو عداء سريع سيراليوني، ولد في 11 ديسمبر 1990 في فريتاون في سيراليون.

## وصلات خارجية
- عادل سيساي على موقع الاتحاد الدولي لألعاب القوى (الإنجليزية)
- عادل سيساي على موقع اتحاد ألعاب الكومنولث (مؤرشف) (الإنجليزية)